# Гангский дельфин
Гангский дельфин, или сусук, или слепой дельфин, или сузу (лат. Platanista gangetica), — водное млекопитающее парвотряда зубатых китов, представитель нетаксономической группы речных дельфинов.
В 1970-х гг. единый вид Platanista gangetica был разделён на 2 вида: гангский и индский дельфины (лат. Platanista minor), после того, как выяснилось, что популяции Инда и Ганга не скрещивались уже несколько сотен тысяч лет (по современным данным — около 550 000 лет). Однако в таксономической классификации 1998 года (Rice) оба вида вновь были объединены на основании того, что морфологические различия между ними незначительны. Согласно таксономической ревизии 2021 года, индский и гангский дельфины всё же образуют два самостоятельных вида.

## Общее описание
Этот дельфин наиболее резко отличается от других видов дельфинов. Длина его тела 2—2,6 м, вес — 70—90 кг; самки крупнее самцов. Окрас однотонный тёмно-серый, иногда почти чёрный, светлеющий на брюхе, с розоватым оттенком.
Тело полное. Шейный перехват выражен. Грудные плавники большие, широкие, обрубленные. Вместо спинного плавника имеется невысокий треугольный горб. Хвостовой плавник около 46 см шириной. Грудные и хвостовые плавники крупные по сравнению с телом.
Дыхало продольно-щелевидное, а не полулунное, как у большинства дельфинов. Голова маленькая. Клюв длинный, 18—20 см, узкий, заметно утолщается к концу; приспособлен к поискам пищи в донном грунте. Лобный выступ крутой. Зубов 29—30 пар вверху и 29—33 пары внизу; передние зубы резко увеличены. Зубы видны, даже когда пасть закрыта. Глаза крохотные. В связи с обитанием в мутной воде глаза сусука утратили хрусталик, их зрительный нерв деградировал, а слизистая оболочка начала выполнять осязательную функцию. Сусук практически слеп, хотя по-прежнему способен улавливать интенсивность и направление света. Ориентируется и охотится с помощью развитой эхолокации. При дыхании дельфин издает характерный звук «сусук», послуживший поводом для его названия.

## Распространение и численность
Гангский дельфин обитает в бассейнах рек Ганг и Брахмапутра (Индия, Непал, Бутан, Бангладеш), Хугли (Индия), Мегхна и Карнапхули (Бангладеш).
Согласно откалиброванным байесовским молекулярным часам Браулика и соавторов (2015), индский и гангский дельфины разошлись около 550 000 лет назад. Предполагается, что их предки сначала заселили бассейн Ганга, а затем в ходе одного из сильных разливов реки с востока на запад проникли в воды Инда. В результате индская и гангская популяции оказались репродуктивно изолированными.
По ныне опровергнутой точке зрения, в конце плиоцена современные Инд, Ганг и нижнее течение Брахмапутры представляли собой единую реку Индобрахма, тёкшую на запад, по которой дельфины могли свободно расселяться. Все недавние геоморфологические исследования свидетельствуют о том, что речные системы Инда и Ганга-Брахмапутры оставались раздельными на протяжении примерно 45—55 миллионов лет.

## Образ жизни
Гангский дельфин живёт в медленно текущих мутных реках и их притоках; иногда заходит в ирригационные каналы. Держится преимущественно в верховьях. В устье спускается лишь в дождливый сезон, но в море никогда не выходит. Встречается при температуре воды от 8 до 33 °C. Днём держится на глубине (более 3 м), ночью охотится на мелководье (до 20—30 см). Под водой остается до 2 минут, обычно 35—40 секунд. Часто плавает на боку, особенно на мелководье. Обычно медлителен, но способен на скоростные рывки. За исключением молодых особей, обычных для дельфинов акробатических способностей не выказывает.
Пищу разыскивает, главным образом роясь клювом и грудными плавниками в донном грунте. Питается рыбами (сомами, карпами, бычками) и различными беспозвоночными (ракообразными, моллюсками). Количество съедаемой ежедневно пищи составляет около 1 кг (в неволе). Способность к эхолокации очень развита; с её помощью дельфин способен обнаружить проволоку диаметром в 1 мм. Исследование показало, что 81 % испускаемых дельфинами звуков (щелчков) относятся к эхолокации и лишь 5 % — к коммуникации. Держатся дельфины поодиночке, изредка группами из 3—10 особей (максимум 30). Скапливаются обычно при слиянии рек и притоков, то есть на кормных местах, а также в устьях каналов, на участках со слабым течением, близ деревень и переправ. Перемещаются группами не более чем из 3 особей. По данным наблюдений плотность популяции дельфинов составляет 0,7—1,36 особей/км. Возможно, взрослой особи требуется не менее 1 км пространства.

### Размножение
Биология размножения изучена слабо. Период спаривания не выражен, но большинство рождений приходятся на октябрь — март. Наибольшее число детёнышей рождается в декабре — январе в начале сухого сезона. Длительность беременности 8—11 месяцев. В помёте 1 детёныш. Новорожденный имеет длину тела 45—70 см и массу 7—7,5 кг. В годовалом возрасте детёныш достигает длины примерно 116 см и становится самостоятельным. Половой зрелости достигает между 6 и 10 годами. Роды, вероятно, происходят 1 раз в 2 года.
Продолжительность жизни — порядка 30 лет.

## Природоохранный статус
Гангский дельфин — малочисленное животное, занесённое в Международную Красную книгу со статусом «вымирающий вид» (endangered). Естественных врагов не имеет. Добывается людьми ради мяса, идущего в пищу и на приманки для рыб, а также ради жира, который используется для освещения и в традиционной медицине (в частности, как афродизиак).
Основную опасность для популяции, однако, составляет антропогенное давление на среду обитания дельфинов. Речные дельфины зачастую запутываются в рыболовных сетях и сталкиваются с проходящими судами. Ирригационные работы и заборы воды для сельскохозяйственных, индустриальных и прочих нужд резко снижают уровень воды по всему ареалу дельфина, особенно в сухой сезон. Химическое загрязнение также играет свою роль в уменьшении численности дельфинов. Наконец, строительство многочисленных плотин и дамб, начатое в 1930-х гг., перегораживает течение рек, препятствуя сезонным миграциям дельфина, изменяя среду его обитания и разделяя единую популяцию на изолированные субпопуляции с ограниченным генетическим разнообразием.
Наиболее плотные популяции дельфина сосредоточены близ специального убежища Викрамшила в Индии (Vikramshila Gangetic Dolphin Sanctuary) и в южной Бангладеш. Наименьшее число, порядка 20 особей, обитает в р. Карнали (Непал). Изучен слабо; ареал и численность точно неизвестны. Учёты индийских биологов 2015 - 2021 годов предполагают существование во всем ареале от 2 до 5 тыс. особей.
Численность гангских и индских дельфинов, по оценкам экологов, будет продолжать сокращаться из-за деградации среды их обитания.